# Valentín Cosio
Valentín Cosio ist ein uruguayischer Politiker.
Cosio, der der Partido Nacional angehört, saß in der 36. und der 39. Legislaturperiode als stellvertretender Abgeordneter für das Departamento Treinta y Tres in der Cámara de Representantes.

## Zeitraum seiner Parlamentszugehörigkeit
- 14. Januar 1953 – 18. Februar 1953 (Cámara de Representantes, 36.LP)
- 11. März 1965 – 14. Februar 1967 (Cámara de Representantes, 39.LP)